# Гаррі Гріббон
Гаррі Гріббон (англ. Harry Gribbon; 9 червня 1885 — 28 липня 1961) — американський кіноактор. Він знімався в 144 фільмах між 1915 і 1938.
Гаррі Гріббон народився 9 червня 1885 в Нью-Йорку, як Гаррі Пітер Гріббон. Він був одружений з Мей Еморі. Він був братом актора Едді Гріббона і працював в маловідомій L-KO Kompany, а також з Маком Сеннетом. Багато з його фільмів цієї епохи були втраченими. Гріббон помер 28 липня 1961 року в Лос-Анджелесі, Каліфорнія.

## Вибрана фільмографія
- Фатті і Мейбл на виставці в Сан-Дієго / Fatty and Mabel at the San Diego Exposition (1915)
- Мейбл, Фатті і закон / Mabel, Fatty and the Law (1915)
- Фатті і Бродвейські зірки / Fatty and the Broadway Stars (1915)
- Їх соціальний сплеск / Their Social Splash (1915)
- Дитя суспільства / A Social Cub (1916)
- Порив мужності / A Dash of Courage (1916)
- Король з кухні / The King of the Kitchen (1918)
- Внизу на фермі / Down on the Farm (1920)
- Кумир публіки / A Small Town Idol (1921)
- Роза-Марія / Rose-Marie (1928)
- Кінооператор / The Cameraman (1928)
- Люди мистецтва / Show People (1928)
- Хвиля імперії / Tide of Empire (1929)
- Дзижчання бджіл / The Bees' Buzz (1929)
- На шоу / On with the Show (1929)
- Таємничий острів / The Mysterious Island (1929)
- Так довго Летті / So Long Letty (1929)
- Осідлай його, ковбой / Ride Him, Cowboy (1932)
- Художня неприємність / Art Trouble (1934)
- Гроші на ваше життя / Money on Your Life (1938)